# Klimafolgekosten
Klimafolgekosten sind durch die Emission von Treibhausgasen verursachte Extremwetter- und  volkswirtschaftliche Klimaschadenskosten. Sie entstehen als externe Umweltkosten, hauptsächlich als Folge von Verbrennung fossiler Brennstoffe. Beispiele für Schäden sind Ernteausfälle in der Landwirtschaft, Schäden an Gebäuden beziehungsweise Infrastruktur und in Teilen die Flutkatastrophe im Ahrtal 2021.

## Entstehende Kosten
Die globale Erwärmung erhöht die Wahrscheinlichkeit für Wetterextreme, wie Starkregen, Hitzewellen und Wirbelstürme. Laut einer Studie der Universität Oxford von 2022 könnte durch eine Energiewende mithilfe von Erneuerbaren Energien weltweit bis 2050 ein Betrag in Billionenhöhe eingespart werden. Bis zum gleichen Jahr seien weltweite Einkommensverluste etwa 20 Prozent zu erwarten. Moody’s Analytics schätzt die globalen Kosten für besagte Wetterextreme auf eine Höhe von 69 Billionen US-Dollar bei einem Temperaturanstieg um 2 Grad Celsius ein. Würden erst einmal Kipppunkte des Klimawandels erreicht, würde sich die Lage der Folgekostenaufwendungen weiter drastisch verschlechtern. Allein der als zunehmend wahrscheinlicher erachtete Kollaps des atlantischen Umwälzstroms dürfte Schäden in Billionenhöhe mit sich führen. Das britische Institute and Faculty of Actuaries geht derzeit von einem Verlust von 50 Prozent der globalen Wirtschaftsleistung bis 2070 oder 2090 aus.
Unter Annahme gegenwärtiger Prognosen des Weltklimarats könnte etwa ein Drittel der Menschheit aufgrund gestiegener Durchschnittstemperaturen an ihren Wohnorten zur Migration gezwungen werden (Verkleinerung der Klima-Nische). Dies wird als menschliche Kosten (human cost) oder im Falle resultierender Todesfälle pro emittierter Tonne CO2 auch als „Mortality Cost of Carbon“ (MCC) bezeichnet. 
Die CO2-Steuer ist ein Ansatz, die entstehenden Folgekosten, zumindest teilweise, in die Gestehungskosten zu integrieren.

### Deutschland
→ Siehe auch: Folgen der globalen Erwärmung in Deutschland
Das Beratungsunternehmen Deloitte schätzte 2021 die Kosten für deutsche Unternehmen durch regionale Klimafolgen auf 730 Milliarden Euro bis 2070. Eine 2023 durch IÖW, die Gesellschaft für Wirtschaftliche Strukturforschung (GWS) und Prognos durchgeführte Studie des Bundesministerium für Wirtschaft und Klimaschutz (BMWK) geht bis 2050 von einem möglichen volkswirtschaftlichen Gesamtschaden zwischen 280 und 900 Milliarden Euro aus, wobei die Kosten indirekter Effekte wie Lieferkettenunterbrechungen durch Schadens- und Todesfälle, die Beeinträchtigung von Ökosystemen und Versorgungswegen wie Wasserstraßen, sowie politische Instabilität und Konflikte nicht quantifiziert und somit nicht inkludiert wurden. Von der Jahrtausendwende an bis 2021 gab es bereits Schäden in Höhe von 145 Milliarden Euro in Deutschland.

## Konsequenzen
Die Konsequenz, die sich daraus ergibt, besteht darin, vorzugsweise frühzeitiger in Klimaschutzmaßnahmen zu investieren, als später die umso höheren Folgekosten tragen zu müssen. Außerdem sind erneuerbare Energiequellen, von den reinen Gestehungskosten her, bereits oftmals schon vergleichsweise günstiger als die Generierung aus fossilen Brennstoffen. Dies rentiert sich, rein auf die Energieerzeugungskosten bezogen, schon teilweise innerhalb weniger Jahre. Letztlich laufen die diesbezüglichen Kalküle auf Kosten-Nutzen-Abwägungen hinaus – und dies sowohl volkswirtschaftlich wie auch betriebswirtschaftlich. Beim Klimaschutz stehen verschiedene Technologien zur Auswahl. Weltweit haben Windenergie und Photovoltaik das größte ungenutzte Potenzial zur regenerativen Energieerzeugung.
Nachträgliche CO2-Abscheidung aus der Luft wäre aufwendig im Hinblick auf Energie und Materialaufwand für Anlagen und selbst mit neuester Technik hinsichtlich der Realisierung nahezu illusorisch, da es hierbei um gewaltige Gasmassen geht, die verarbeitet werden müssten.